# Rhododendron pachystigma
Rhododendron pachystigma är en ljungväxtart som beskrevs av Herman Otto Sleumer. Rhododendron pachystigma ingår i släktet rododendron, och familjen ljungväxter. Inga underarter finns listade i Catalogue of Life.